# من الأفضل الاتصال بسول (الموسم 3)
عُرض الموسم الثالث من المسلسل الدرامي التلفزيوني الأمريكي من الأفضل الاتصال بسول في 10 أبريل 2017، واُختتم في 19 يونيو 2017. تم بث الموسم المكون من عشر حلقات ليلة الاثنين في الولايات المتحدة على إيه إم سي. تم إنشاء من الأفضل الاتصال بسول كفترة سابقة من مسلسل اختلال ضال بواسطة فينس غيليغان وبيتر غولد، وكلاهما عمل أيضًا في اختلال ضال.

## الإنتاج

### التطوير
في مارس 2016، أعلنت إيه إم سي أنه تم تجديد من الأفضل الاتصال بسول للموسم الثالث المكون من 10 حلقات والذي تم عرضه لأول مرة في 10 أبريل 2017.
في وقت مبكر من مراحل الكتابة، ترك المؤلف المشارك للمسلسل والشريك فينس غيليغان غرفة الكتاب للتركيز على مشاريع جديدة. نتج عن ذلك أن أصبح بيتر غولد، الذي أنشأ المسلسل وطوره أيضًا، صانع العمل الوحيد، وهو انتقال تم التخطيط له منذ بداية المسلسل.

## الحلقات
| ر. الإجمالي | ر. في الموسم | العنوان                        | المخرج         | الكاتب                   | تاريخ العرض الأصلي | عدد المشاهدات (بالمليون) |
| ----------- | ------------ | ------------------------------ | -------------- | ------------------------ | ------------------ | ------------------------ |
| 21          | 1            | «Mabel (مابل)»                 | فينس غيليغان   | فينس غيليغان & بيتر غولد | 10 أبريل 2017      | 1.81                     |
| 22          | 2            | «Witness (شاهد)»               | فينس غيليغان   | توماس شنوز               | 17 أبريل 2017      | 1.46                     |
| 23          | 3            | «Sunk Costs (التكلفة الغارقة)» | جون شبان       | جينيفر هاتشيسون          | 24 أبريل 2017      | 1.52                     |
| 24          | 4            | «Sabrosito (سابروسيتو)»        | توماس شنوز     | جوناثان جلاتزر           | 1 مايو 2017        | 1.56                     |
| 25          | 5            | «Chicanery (الخداع)»           | دانيال ساكهايم | جوردون سميث              | 8 مايو 2017        | 1.76                     |
| 26          | 6            | «Off Brand (أوف براند)»        | كيث غوردون     | آن تشيركيس               | 15 مايو 2017       | 1.72                     |
| 27          | 7            | «Expenses (نفقات)»             | توماس شنوز     | توماس شنوز               | 22 مايو 2017       | 1.65                     |
| 28          | 8            | «Slip (انزلاق)»                | آدم بيرنستاين  | هيذر ماريون              | 5 يونيو 2017       | 1.63                     |
| 29          | 9            | «Fall (سقوط)»                  | مينكي سبيرو    | جوردون سميث              | 12 يونيو 2017      | 1.47                     |
| 30          | 10           | «Lantern (فانوس)»              | بيتر غولد      | جينيفر هاتشيسون          | 19 يونيو 2017      | 1.85                     |

## وصلات خارجية
- – الموقع الرسمي
- من الأفضل الاتصال بسول على نتفليكس (الاشتراك مطلوب)
- قائمة حلقات من الأفضل الاتصال بسول  على قاعدة بيانات الأفلام على الإنترنت